# Vale (Guernsey)
Vale (fr. Le Valle, dgèrnésiais Lé Vale) – miasto na wyspie Guernsey (Wyspy Normandzkie), w terytorium o tej samej nazwie; 9707 mieszkańców (2008). Ośrodek przemysłowy. Drugie co do wielkości miasto wyspy.